# Comuna Rudka
Comuna Rudka este o comună (în poloneză: gmina) rurală în powiat Bielsk, voievodatul Podlasia, Polonia.
Comuna acoperă o suprafață de 70,21 km² și are, potrivit datelor din anul 2006, o populație de 2.217.